# Dornier Komet
Dornier Komet, Merkur, Do D, và Do T là một dòng máy bay được chế tạo tại Đức trong thập niên 1920, ban đầu là những máy bay dân dụng loại nhỏ, nhưng các loại máy bay này cũng được quân đội sử dụng. Máy bay đầu tiên hoạt động chính thức là phiên bản hạ cánh trên mặt đất của loại máy bay đổ bộ trên mặt nước Delphin, và dù Delphin và loạt Komet/Merkur đi theo các hướng phát triển khác nhau, nhưng những thay đổi thiết kế và cải tiến chắt lọc từ một dòng máy bay thường được áp dụng vào mỗi loại máy bay.
Chiếc Komets (Komet I) đầu tiên đã sử dụng cánh, đuôi và thậm chí là cả thân máy bay của phiên bản Delphin ban đầu, nhưng thay thế bằng phần thân thấp hơn và cánh sườn với một thiết kế phần bụng bằng tấm kim loại đơn giản, kết hợp với bộ bánh đáp chống hậu cố định. Động cơ piston cũng được lắp đặt tại vị trí khác so với Delphin, động cơ được đặt trước mũi của máy bay. Cabin đầy đủ tiện nghi cung cấp không gian cho 1 phi công và 4 hành khách. Một phiên bản cải tiến có tên gọi là Komet II, bay lần đầu tiên vào ngày 9 tháng 10-1922 và được xuất khẩu rộng rãi đến các quốc gia khác bao gồm Colombia, Tây Ban Nha, Thụy Sĩ và Liên Xô.
Komet III sản xuất năm 1924, thực tế là tất cả các thiết kế mới được chia sẻ nhiều yếu tố với Delphin III. Cabin được mở rộng cho 2 hành khách nữa, và cánh được nâng lên ở trên thân với những thanh chống ngắn. Phiên bản này được xuất khẩu đến Đan Mạch và Thụy Điển, nhưng cũng được sản xuất theo giấy phép ở Nhật Bản bởi hãng Kawasaki.
Năm 1925, Komet III được thay thế bằng Merkur I, loại Merkur I có thiết kế cánh thăng bằng cải tiến và cánh chính có sải dài hơn. Khi trang bị động cơ BMW VI, nó có tên gọi là Merkur II, với bất kỳ chiếc Komet nào cũng được gọi tên Merkur II khi thay động cơ. Kiểu này cũng được sử dụng rộng rãi bởi hãng hàng không Lufthansa, với khoảng 30 chiếc Merkur hoạt động vào một thời điểm, và cũng được xuất khẩu đến Brasil, Trung Quốc, Colombia, Nhật Bản và Thụy Sĩ.
Do C và Do D là những mẫu máy bay theo sau, đây là những máy bay quân sự, Do C là kiểu máy bay huấn luyện xuất khẩu cho Chile, Do D là máy bay oanh tạc phóng ngư lôi có phao nổi chế tạo cho Không quân Hoàng gia Nam Tư. Tên gọi Do T được sử dụng cho phiên bản cứu thương trên bộ.

## Thông số kỹ thuật (Merkur II)

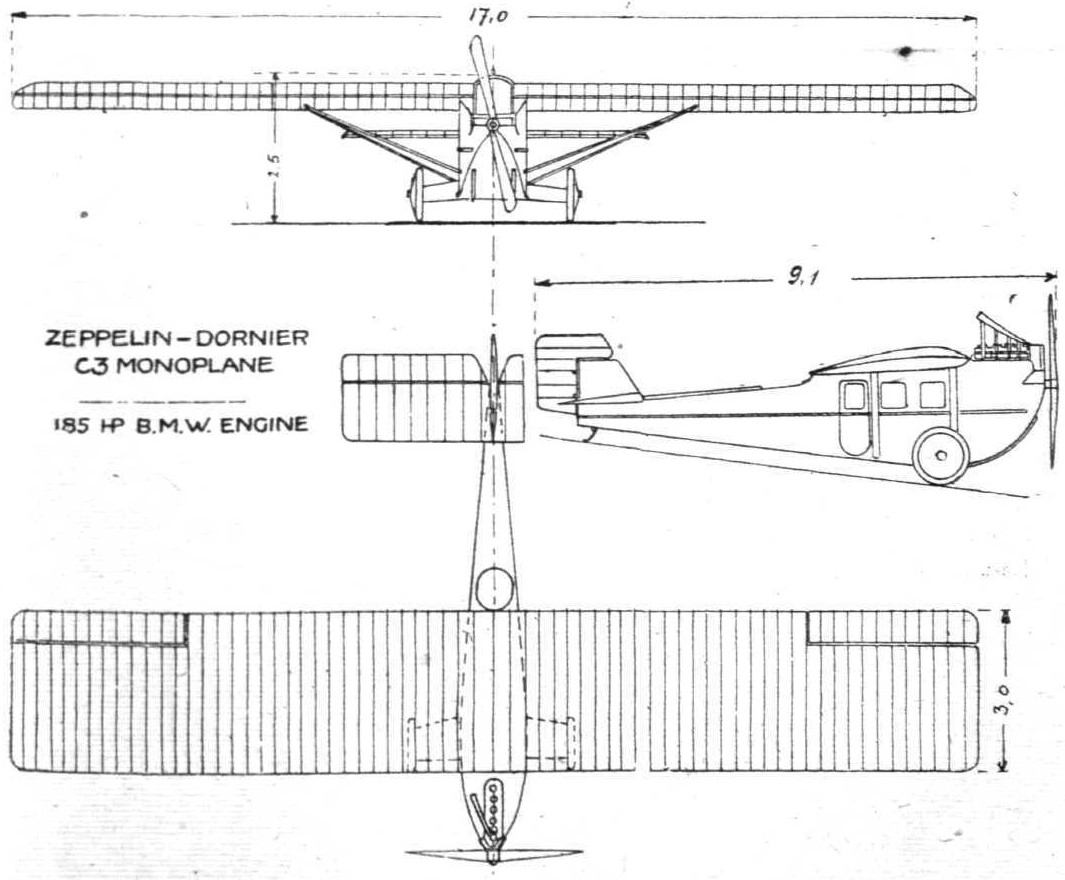
Dornier Do C III Komet I

### Đặc điểm riêng
- Phi đoàn: 2, gồm phi công và thợ máy
- Sức chứa: 8 hành khách
- Chiều dài: 12,50 m (41 ft 1 in)
- Sải cánh: 19,60 m (64 ft 4 in)
- Chiều cao: 3,56 m (11 ft 9 in)
- Diện tích cánh: 62 m² (667 ft²)
- Trọng lượng rỗng: 2.100 kg (4.630 lb)
- Trọng lượng cất cánh: 3.600 kg (7.940 lb)
- Trọng lượng cất cánh tối đa: n/a
- Động cơ: 1 × BMW VI, 450 kW (600 hp)

### Hiệu suất bay
- Vận tốc cực đại: 200 km/h (124 mph)
- Tầm bay: n/a
- Trần bay: 5.200 m (17.600 ft)
- Vận tốc lên cao: n/a
- Lực nâng của cánh: n/a
- Lực đẩy/trọng lượng: n/a